# Wisztyniec
Wisztyniec (lit. Vištytis) – dawne miasto, obecnie miasteczko na Litwie położone w okręgu mariampolskim, w rejonie wyłkowyskim, nad Jeziorem Wisztynieckim, na Suwalszczyźnie, przy granicy z Rosją. Liczba mieszkańców 566 (2001). Siedziba gminy Wisztyniec.

## Historia

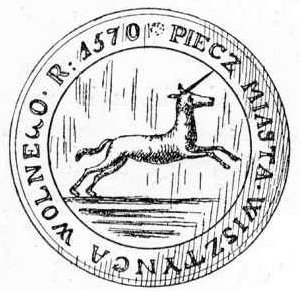
Pieczęć miejska z 1570 r. (za: Z.Gloger, Encyklopedia staropolska, Warszawa 1900-1903)

Prawa miejskie i herb nadał król Zygmunt II August w 1570. Wisztyniec położony były w drugiej połowie XVI wieku w powiecie trockim województwa trockiego. Miasto królewskie w 1782 roku. Za Królestwa Polskiego istniała gmina Wisztyniec. Władze carskie odebrały prawa miejskie 31 maja 1870 w ramach represji po powstaniu styczniowym. 
Zarządzenie biskupa sejneńskiego z 1909 r., by w każdą czwartą niedzielę msza była w języku polskim, a w pozostałe w języku litewskim (do tego czasu w kościele był wyłącznie język polski) wywołało opór zwolenników „mszy polskiej” i doprowadziło do starć 3 kwietnia 1910 r.
W grudniu 1918 r. Polacy z Wisztyńca i okolic podjęli samorzutnie akcję, której celem było wydzielenie gminy Wisztyniec z powiatu wyłkowyszkowskiego i przyłączenie jej do powiatu suwalskiego. W tej sprawie na początku stycznia 1919 r. zostało wysłane za pośrednictwem Tymczasowej Rady Okręgu Suwalskiego podanie do rządu polskiego, podpisane przez ponad 1 tys. osób z prośbą o włączenie Wisztyńca do Polski. Zwolennicy tego rozwiązania powołali komitet miejski i w styczniu 1919 r. wybrali wójta, którym został Polak Józef Kałwajć. Natomiast Litwini przeciwni tym działaniom utworzyli komitet gminny, podporządkowany litewskim władzom powiatowym z Wyłkowyszek. Naczelnik powiatu wyłkowyszkowskiego 10 maja 1919 r. wydał rozporządzenie, by polski komitet miejski rozwiązał się i przekazał swoje prerogatywy oraz dokumenty litewskiemu komitetowi gminnemu. Kroki te zostały poparte pojawieniem się w Wisztyńcu uzbrojonej milicji litewskiej.

## Ludzie związani z miastem
- Jonas Bendorius
- Julian Gruner
- Jerzy Tyszkiewicz
- Walerian Karliński

## Galeria

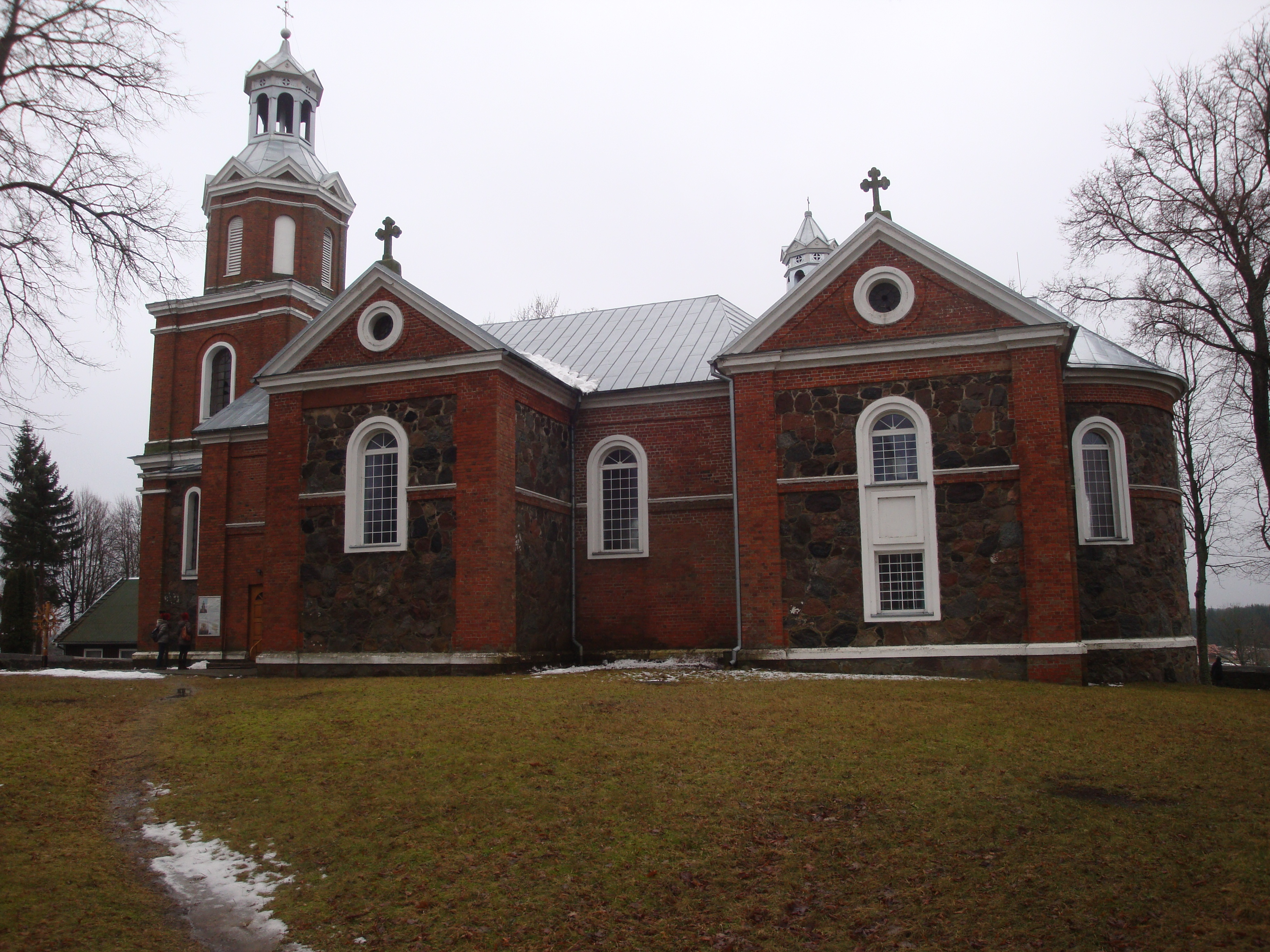
Kościół Świętej Trójcy (rzymskokatolicki)
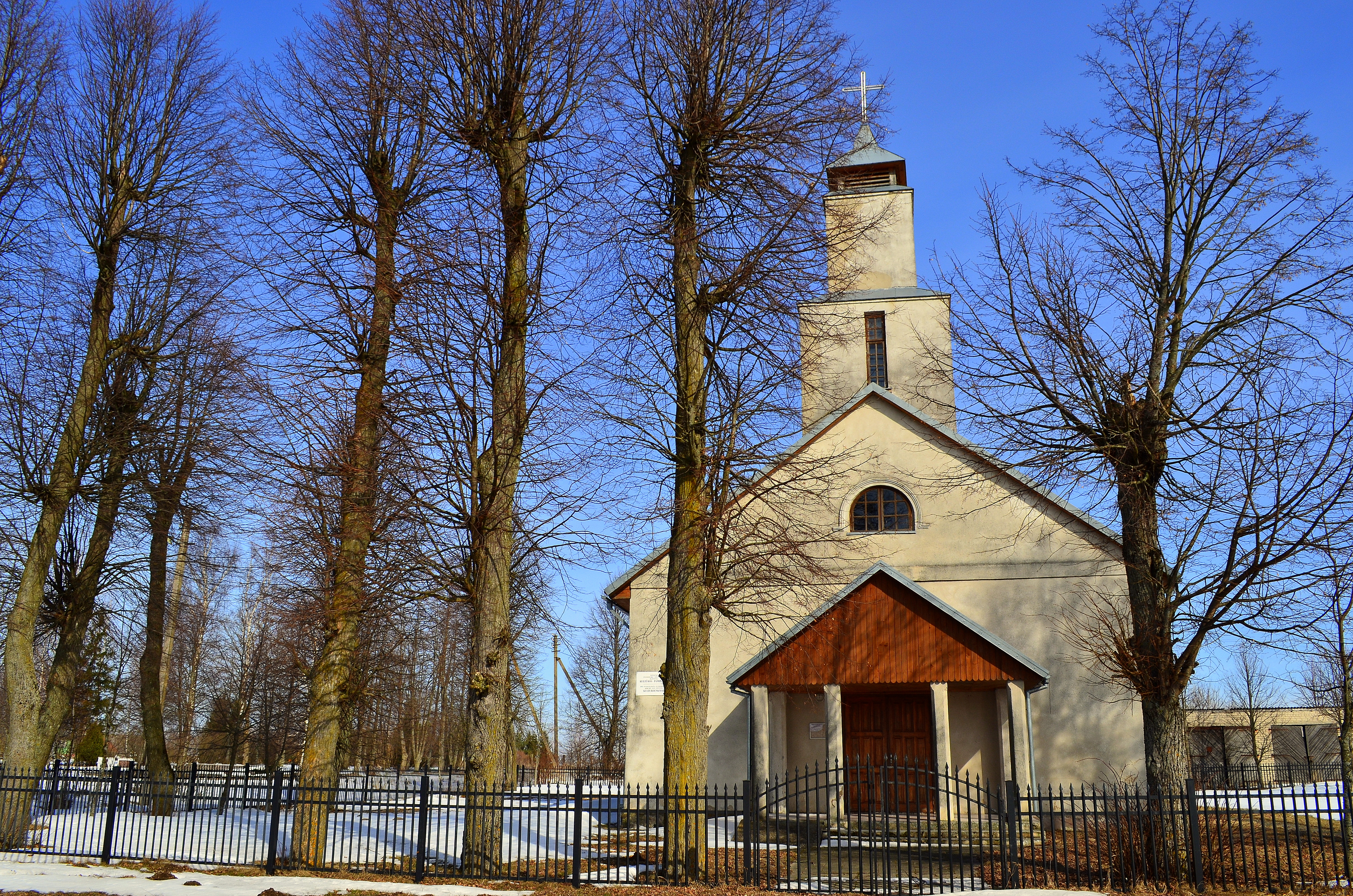
Kościół ewangelicki
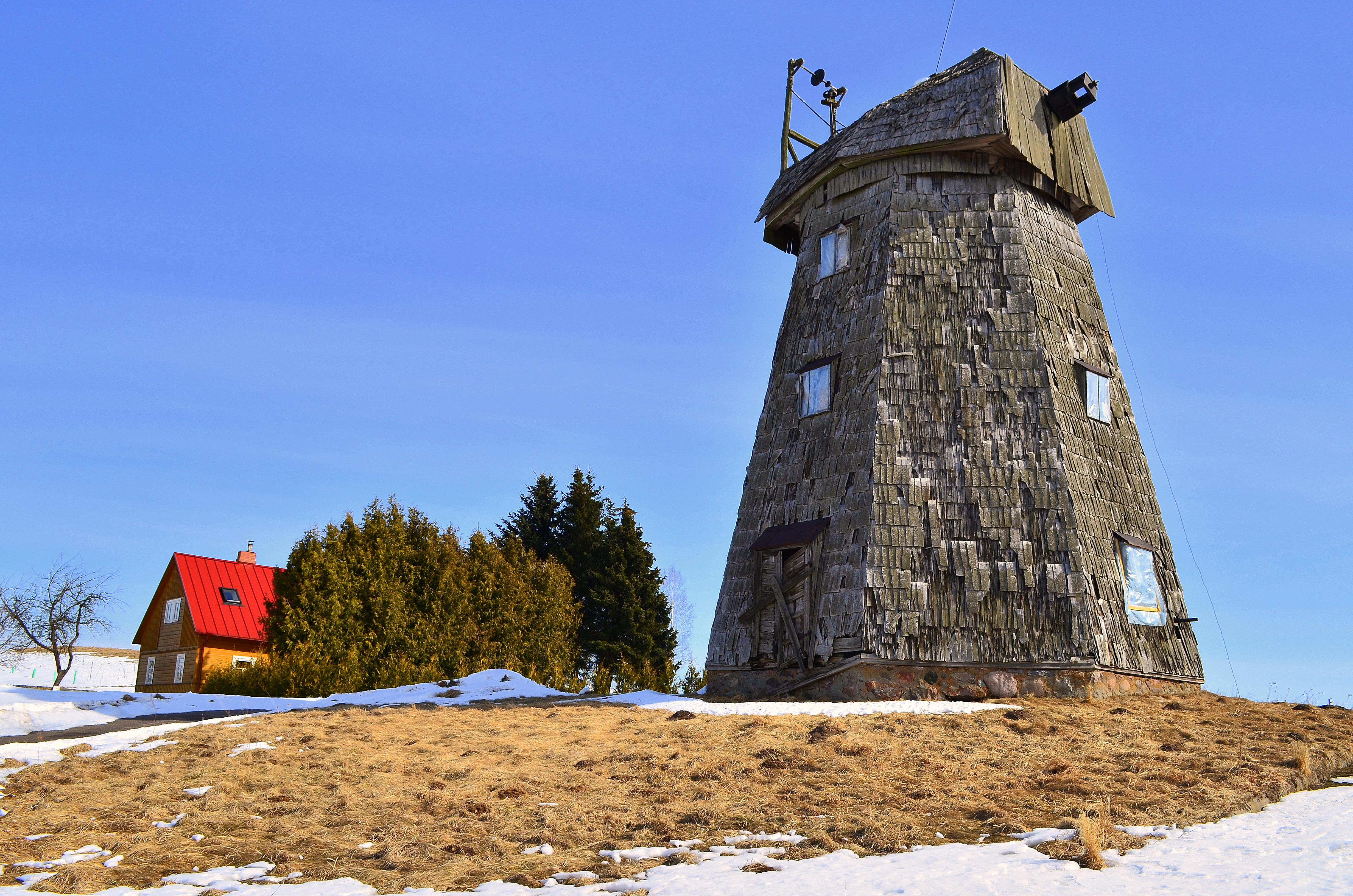
Stary wiatrak
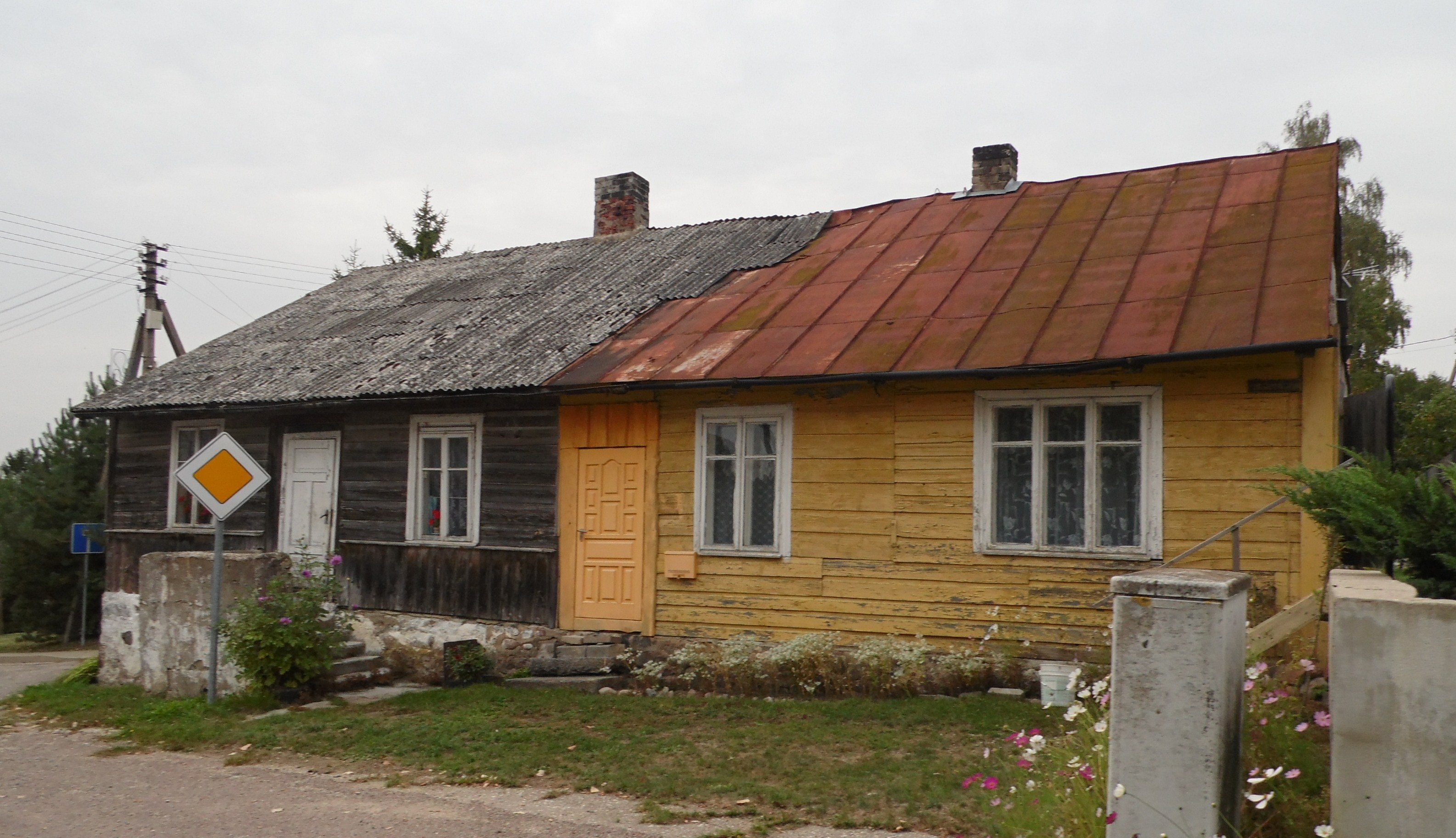
Zabytkowe drewniane domy
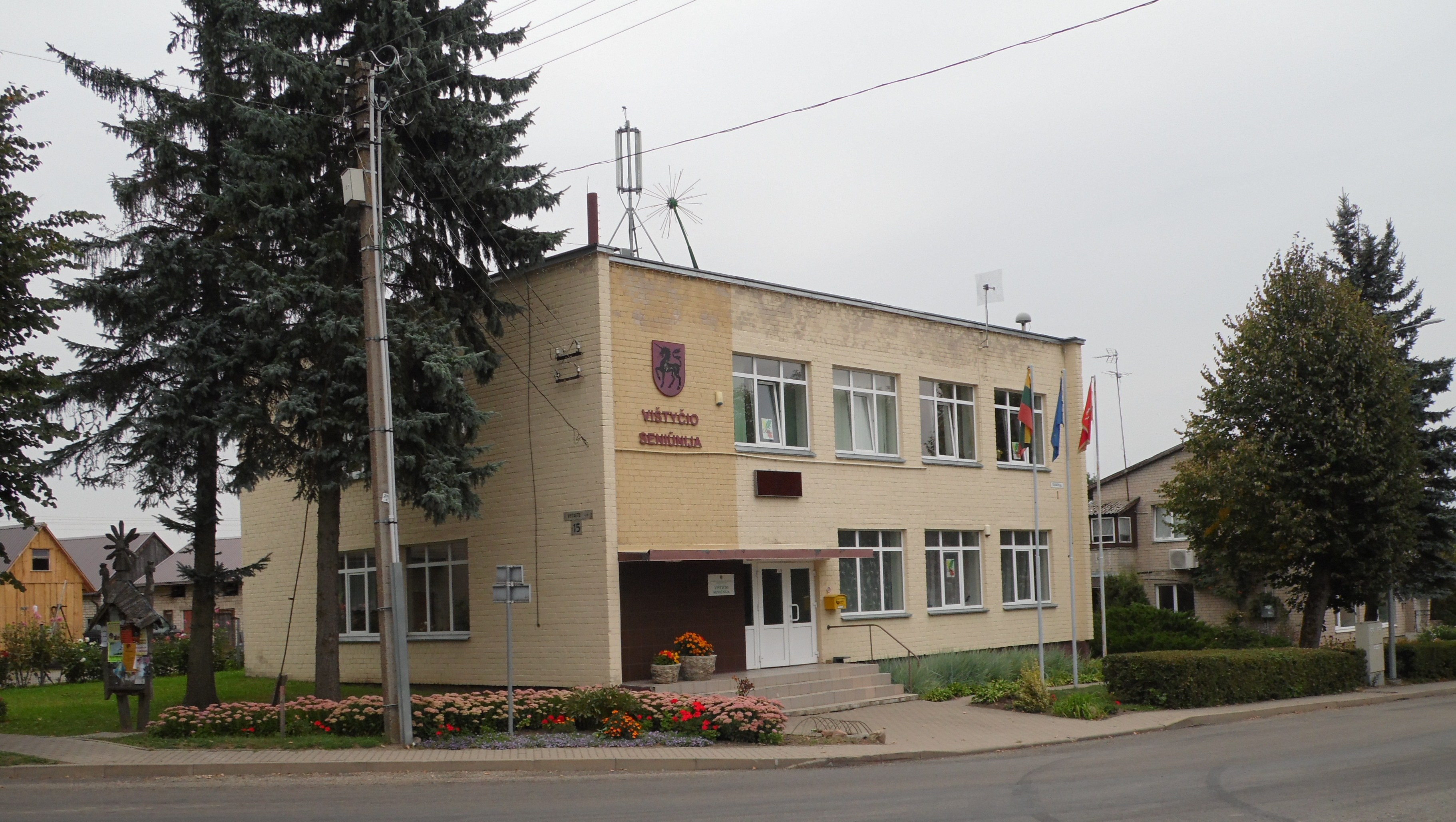
Poczta